# Anglický týden
Anglický týden je pojem používaný ve fotbale označující zhuštění soutěžních zápasů, kdy týmy nastupují ke dvěma a více utkáním během jediného týdne, proti obvyklému režimu jednoho utkání za týden. Tento trend se objevuje na začátku a na konci celé soutěže.
Poprvé byl tento termín použit v anglické Premier League, pro označení náročného programu anglických fotbalistů. Anglické týdny musí kluby podstupovat pro urychlení průběhu soutěže Premier League. Anglické týdny však můžeme vidět i v jiných evropských soutěžích, kde mají nejvyšší soutěže více než osmnáct týmů, a je proto nutné zahrávat více utkání v kalendářním týdnu, aby se všechny zápasy stihly za rok soutěže odehrát.